# Gare de Newmarket du Grand Tronc
Cet article concerne l'ancienne gare du Grand Tronc. Pour la gare actuelle de GO Transit, voir Gare de Newmarket.
La  gare de Newmarket à Newmarket, en Ontario, est une ancienne gare du Canadien National. La gare est gainée en bois de latte, caractéristique du style gothique charpentier. Elle est construite en 1900, et le dernier train quitte la gare en 1978.

## Situation ferroviaire

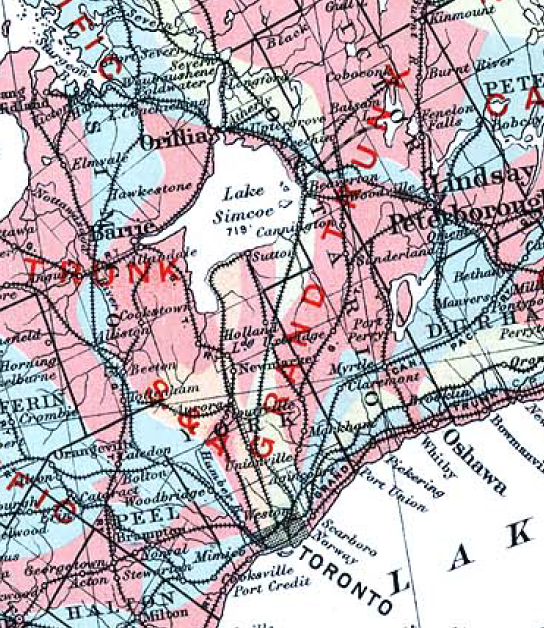
Carte ferroviaire montrant Newmarket sur les lignes du Grand Tronc, vers 1914-1915. La région desservie par le Grand Tronc est en rose. Newmarket se trouve sous le A du Grand Trunk.

Construite en 1900, la gare se situe sur les lignes du Ontario, Simcoe and Lake Huron Union Company Railroad (OS&HURR). L'OS&HURR a fusionné avec le Grand Tronc en 1888 et le système a été acquis par le Canadien National en 1920. Peu après l'ouverture, 50 wagons de fret par semaine passent par la gare; ces chiffres ont été soutenus dans les années prospères 1899-1900. La gare se trouve sur la ligne à l'est du Lac Simcoe, ligne du Grand Tronc reliant Toronto au nord de la province (voir la carte).

## Histoire

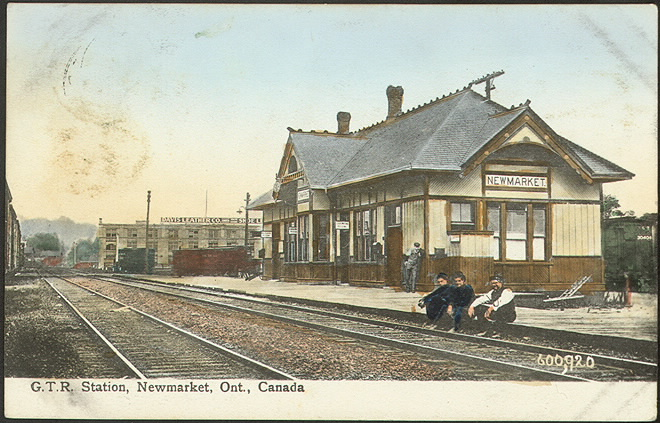
La gare vers 1910.

Cette gare du Grand Tronc ouvre un 1900.  Faisant partie du  Canadien National, elle a été utilisée comme une station du GO Transit jusqu'en 1978 quand le GO  Transit décide de transférer l'arrêt de train à un petit dépôt dans un complexe commercial au nord. 
La gare est de plain-pied en ossature de bois avec une toit en croupe. Les avant-toits sont en saillie, la structure est en bardage de bois dans le modèle pittoresque, en bardeaux de cèdre. Elle est restaurée en 1910. La gare a un toit très pentu avec un avant-toit en saillie et trois
cheminées. L'intérieur est fini en pin de Géorgie avec des plafonds voûtés. La gare est d'une conception conforme au modèle de classe 1 conçu par le Grand Tronc.

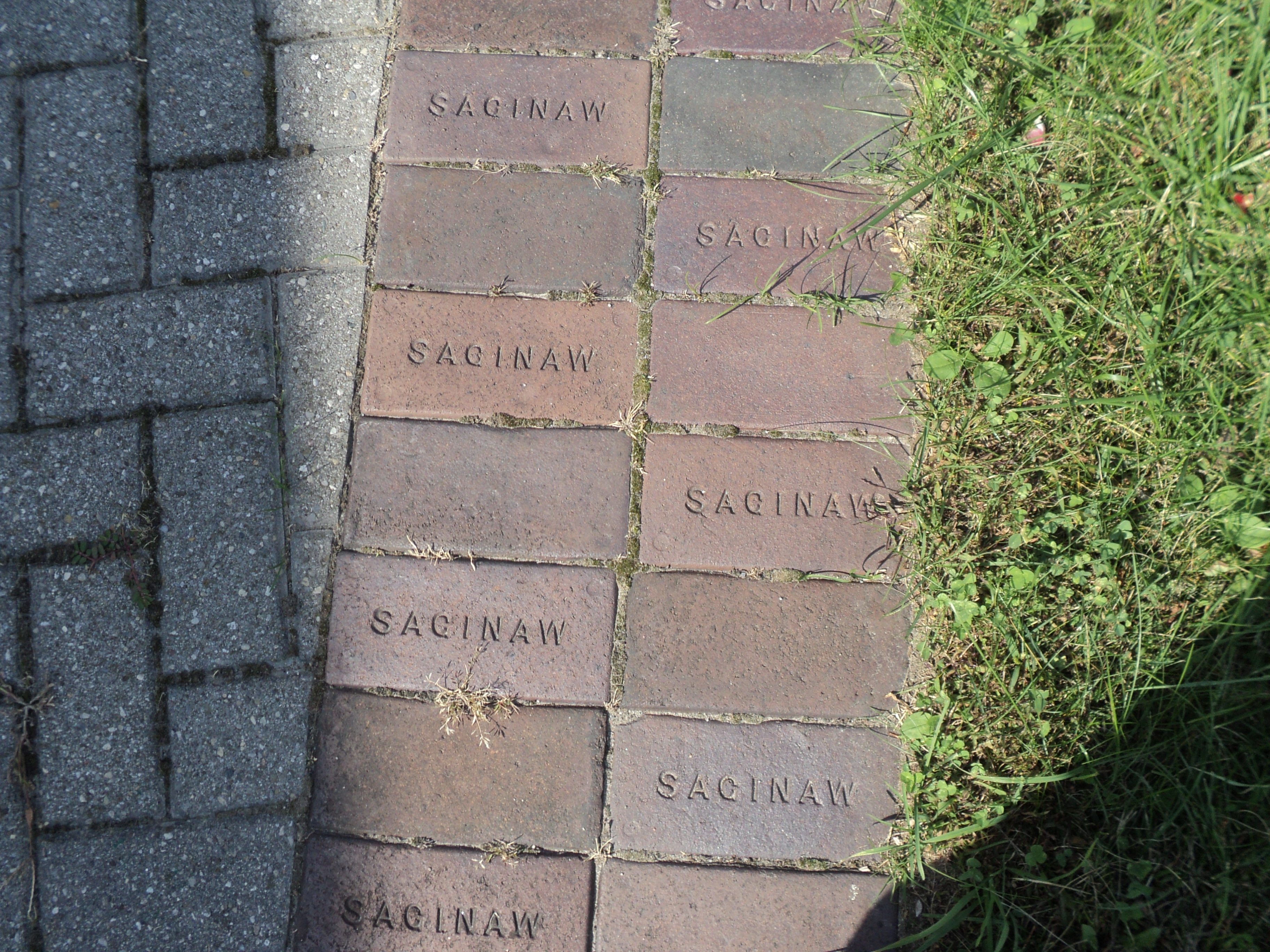
Briques Saginaw, produites au Michigan.

Sur les lieux nous remarquons plusieurs briques estampillées "Saginaw"; produites par la Saginaw Paving Brick Company à Saginaw, Michigan, transportées par les wagons du chemin de fer Père Marquette à travers le Michigan et l'Ontario.
La gare est organisée autour d'une baie vitrée en saillie conçu pour fournir une vue dégagée sur la voie au répartiteur, abritant aussi le télégraphe et son opérateur. De chaque côté de la baie sont les salles d'attente, une pour les hommes (au nord) et une pour les femmes (au sud), avec leurs portes correspondantes. On y trouve aussi les hangars de fret. Ce style de gare d'embranchement ferroviaire est la plus populaire du Grand Tronc, qui existait une fois dans les centaines, survit encore à Newmarket.

## Patrimoine ferroviaire
Pour une période de temps la gare sera louée à un membre local du Parlement en tant que bureau de circonscription. En 1997, la Chambre de commerce de Newmarket loue l'immeuble et y est installé depuis.
La ville de Newmarket la protège en 1987 par une "Désignation par règlement: 1987-110".